# 约翰·S·刘易斯
约翰·S·刘易斯（1941年6月27日—）是一位美国天文学家和天体物理学家，亚利桑那大学行星科学榮譽退休教授，专攻近地天体的危害。